# Београдски синдикат
«Београдски Синдикат» (серб. Београдски Синдикат / Beogradski Sindikat — «Белградский синдикат») — сербская хип-хоп-группа, существующая с 1999 года. Состоит из 11 участников.

## История
Официально датой основания считается 21 марта 1999, когда группа впервые выступила в клубе КСТ. Возникла в результате слияния рэп-команд «Ред Змайя» и «ТУМЗ», а также присоединения исполнителя Flex. На первоначальном этапе выступления проходили в небольших клубах. С течением времени команда начала более серьёзную работу благодаря присоединению Шефа Сале.
В 2000 году начался выпуск первых дисков с песнями группы. В том же году «Синдикат» выступил на фестивале в Нови-Саде, а в конце года выпустил первый сингл «Дивлина» (серб. Дикость). Спустя несколько месяцев вышел второй сигнл «БС! БС!», и обе песни стали хитами. В мае 2001 года группа выступила на музыкальном фестивале в Нанси, а через несколько недель дала концерт в Белграде на площади Республики. В начале лета был снят видеоклип на песню «Дивлина», режиссёром которого стал Доло Изногуд. В ноябре был завершён сбор материала для альбома «Бсссст… Тишинчина!», который вышел в начале 2002 года.
После выхода первого альбома команда дала концерты в Белграде и Нови-Саде, а в конце организовала гастроли по стране. В сентябре 2002 года был выпущен третий сингл «Говедина» (серб. Говядина), который получил скандальную известность. В нём высмеивалась политическая верхушка Сербии, и о каждом политике было упомянуто хотя бы в одной строфе. Через год Шкабо, фронтмен группы, выпустил сольный альбом «Сам», в то время как «Синдикат» стал записывать второй альбом. В 2004 году в группу пришёл Александар Протич, который переработал несколько песен, добавив туда несколько электронных семплов. В 2005 году вышел второй альбом «Сви заједно» (серб. Все вместе).
Концерты проходили с большим успехом, и вдохновлённая этим группа выпустила несколько клипов на песни «Алал вера» (серб. Молодчина), «Ја у животу имам све» (серб. У меня в жизни есть все) и «Део прошлости» (серб. Часть прошлого). Тем временем Шкабо выпустил ещё один сольный альбом «PVO». В 2006 году выходит ещё один сингл группы «Они су», в записи которого принял участие DJ Iron. Сингл снова вызвал массовый резонанс в обществе — в песне иносказательно описывалось тяжёлое положение страны, а также критиковалось правительство. На песню был снят и клип.
К началу чемпионата Европы по водному поло вышла песня «Ми смо та екипа» (серб. Мы та команда), которая стала официальным гимном сборной Сербии не только по водному поло, но и по футболу. После чемпионата Европы был отснят клип, в котором присутствовали видеофрагменты игр сборной Сербии и её встречи в Белграде (сербы стали чемпионами Европы). В 2007 году Шеф Сале выпускает свой сольный альбом «Први удар» (серб. Первый удар), а Шкабо выпускает в течение трёх следующих лет «Ремек Дело» (серб. Произведение искусства), «Десет дина гласа на матрици» (серб. Крик десяти дюн в матрице) и «Музика за демонстрације» (серб. Музыка для демонстраций). 8 февраля 2009 группа впервые выступила в России, дав концерт в московском клубе «Точка».
В сентябре 2009 года в альбоме российской группы «25/17» «Только для своих» вышел совместный трек «Синдиката» с такими рэп-исполнителями, как «25/17», а также «ГРОТ» и D-Man 55 «Мы победим!». Он был записан, как отметил Андрей Бледный, участником группы «25/17», в рамках русско-сербской дружбы.
В 2010 году вышел альбом «Дискретни хероји» (серб. Неизвестные герои). 28 апреля 2012 года группа выступила с концертом на Белградской Арене. Спустя несколько дней вышел седьмой альбом «Бесконачно» (серб. Бесконечно).
В 2015 году группа вернулась с синглом «BS Armija» (серб. Армия БС). Клип на сингл того же года «Систем те лаже» (серб. Система тебе лжет) набрал более 30 миллионов просмотров на YouTube.

## Состав

### Текущий
- Бошко «Шкабо» Чиркович — MC, продюсер
- Блажа «Жобла» Вуйович — MC
- Огнен «Оги» Янкович — MC
- Дарко «Даре» Марьянович — MC
- Джордже «Джоло-Джоло» Йованович — MC, продюсер, автор клипов
- Феджа «Флекс» Димович — MC, продюсер
- Александар «Шеф Сале» Караджинович — MC, продюсер
- Стефан «Айрон» Новович — ди-джей
- Остоя «Льяксе» Лазаревич — MC

### Бывшие
- Александар «Прота» Протич — ди-джей, продюсер
- Владимир «Дайс Ро» Чорлука — MC
- Марко «Деда» Джурич — MC, продюсер

## Критика
Ряд исследователей отмечают, что текстам группы свойственно обращение к праворадикальным и откровенно фашистским идеологемам.

## Дискография
- Гистро (1998)
- БСССТ… Тишинчина![серб.] (2002)
- Говедина[серб.] (2002)
- Сви заједно[серб.] (2005)
- Они су[серб.] (2006)
- Дискретни хероји[серб.] (2010)
- Синдикално пролеће (2016)

## Награды и номинации
| Год  | Награда                     | Категория | Результат |
| 2010 | Сербский Оскар популярности | E-Oscar   | Номинация |